# 공연에 뜨겁게 미치다
《공연에 뜨겁게 미치다》는 2016년부터 TBS에서 방송되고 있는 공연 정보 소개 프로그램이다.